# 6771 Foerster
A 6771 Foerster (ideiglenes jelöléssel 1986 EZ4) a Naprendszer kisbolygóövében található aszteroida. Claes-Ingvar Lagerkvist fedezte fel 1986. március 9-én.